# Rolf Stang

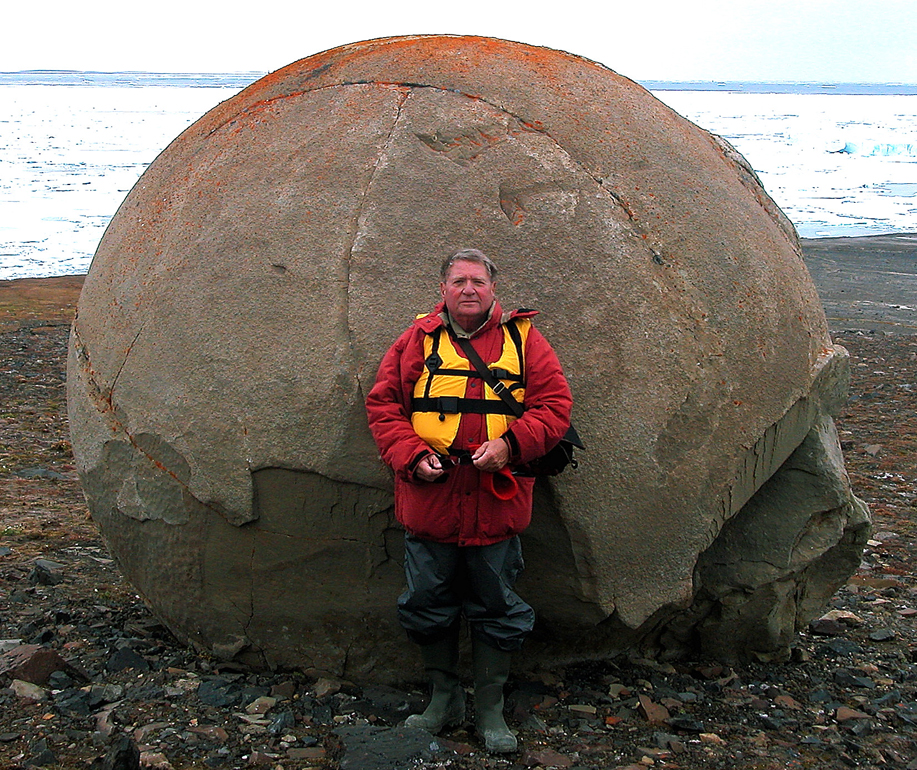
Rolf Stang vor der größten Steinkugel auf der Insel Champ, Franz-Josef-Land, 2004

Rolf Stang (* 26. Juli 1935 in Arolsen, Landkreis Waldeck) ist ein deutscher Musiker, Foto-Journalist, Fotograf, Redakteur für Agenturen und Zeitschriften sowie Sammler historischer Fotos der Popkultur.

## Biographie
Rolf Stang wurde als viertes Kind des Oberstudienrats Werner Stang und dessen Ehefrau Ilse, geb. Waldschmidt, geboren. 1957 absolvierte er das Abitur an der „Alten Landesschule Korbach“/Waldeck. Während der Schulzeit studierte er parallel ab 1950 Musik mit Hauptfach Violoncello, u. a. bei Wille, Musikakademie Kassel, und bei Ludwig Hoelscher, Musikhochschule Detmold. Er hatte zahlreiche öffentliche Auftritte als Solist und in Kammermusikvereinigungen. Ab 1957/58 studierte er Theater- und Zeitungswissenschaften an der Universität München. Gleichzeitig war er Praktikant bei der Bavaria Film München-Geiselgasteig und volontierte bei dpa Deutsche Presse-Agentur Bilderdienst München.
Bekanntheit erlangte Stang beim Absturz des British-European-Airways-Fluges 609 1958 mit Fußballern von Manchester United am Flughafen München-Riem. Er war als erster Fotograf an der Unfallstelle. Seine Fotos führten u. a. 10 Jahre später in England zum Freispruch des Flugkapitäns James Thain, denn nur kurz nach dem Absturz gab es ein dichtes Schneetreiben. Er nahm diese Fotos mit einer Zeiss Ikon Ikoflex röm.1b auf. Das dabei benutzte Braun „Hobby Standard“-Blitzgerät verursachte wegen seiner ungünstigen Farbtemperatur die übergroß scheinenden Schneekristalle.

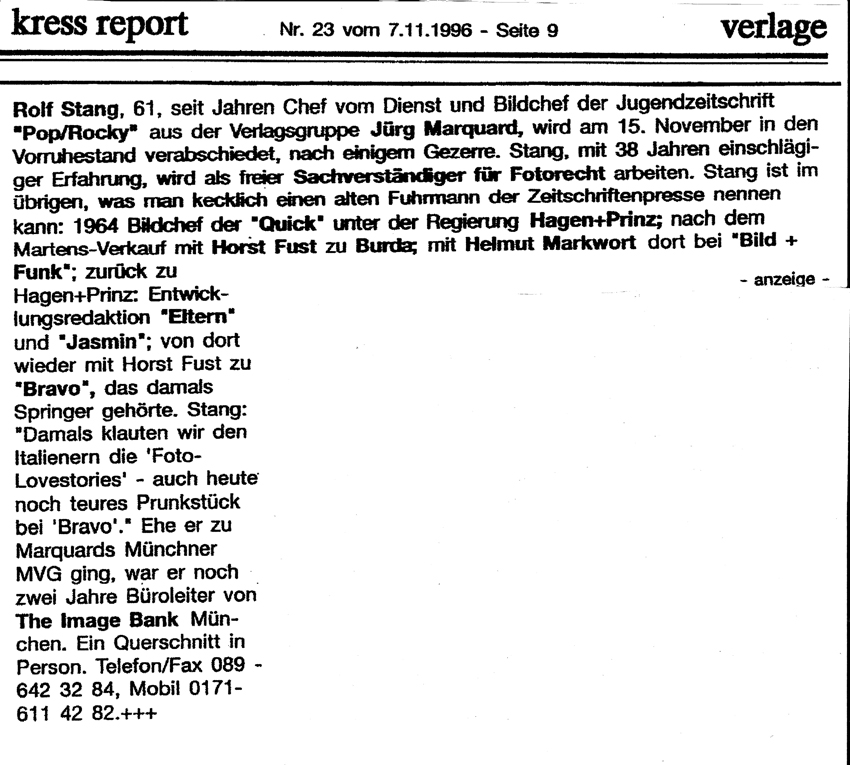
Kress-Report Nr. 23, 7. November 1996

1959 wurde Rolf Stang als jüngster Redakteur und Chef vom Dienst in der dpa-Bildzentrale Frankfurt a. M. angestellt.
Ab 1965 war Stang Bild-Chef der Illustrierten Quick, München, 1966 in gleicher Funktion bei der im gemeinsamen Verlag (Martens) erscheinenden Revue. Bis zum Verkauf und der Einstellung des Verlages 1967 war er Mitglied der Chefredaktionen als persönlicher Assistent des Chefredakteurs Karl-Heinz Hagen. 1968 war er Redakteur für Sonderaufgaben beim Burda-Verlag, Offenburg; hier arbeitete er mit Helmut Markwort und Horst Fust zusammen. Ab 1969 gehörte er den Entwicklungsredaktionen für die neuen Zeitschriften Eltern und Jasmin an. Von hier wechselte er zur Jugendzeitschrift Bravo und war als Produktions- und Bild-Chef Mitglied der Chefredaktion bis 1978(1). Alle Zeitschriften erschienen im Axel-Springer-Verlag.
Im Jahr 1985 war er Büroleiter der deutschen Tochterfirma der damals weltgrößten Bildagentur The Image Bank (heute Getty Images). Von 1989 bis 1995 war er Chef vom Dienst und Leiter der Bildproduktion der Jugendzeitschrift Pop/Rocky (Marquard Media Group Schweiz).
1996 übernahm er die Generalvertretung der französischen Erfinderfirma Airstar Space Lighting (Grenoble/Frankreich) für Deutschland und Österreich.
Zum Jahrtausendwechsel überarbeitete er die Ende der 1950er Jahre begonnene Foto-Kollektion „Chronology of Pop“. Die Website(3) beschreibt die unbestritten weltgrößte Farb-Diapositiv-Sammlung zur Popkultur im Zeitraum ca. 1960 bis 1995. Schwerpunkt bildet die internationale Pop-Musik. Von 861 Fotografen stammen über 12.000 ausgewählte, „ikonische“ Fotos von 786 einzelnen Musikstars oder Gruppen. Über die Sammlung wurde bereits ausführlich berichtet, u. a. in der Süddeutschen Zeitung und im Bayerischen Fernsehen (3).

## Veröffentlichungen

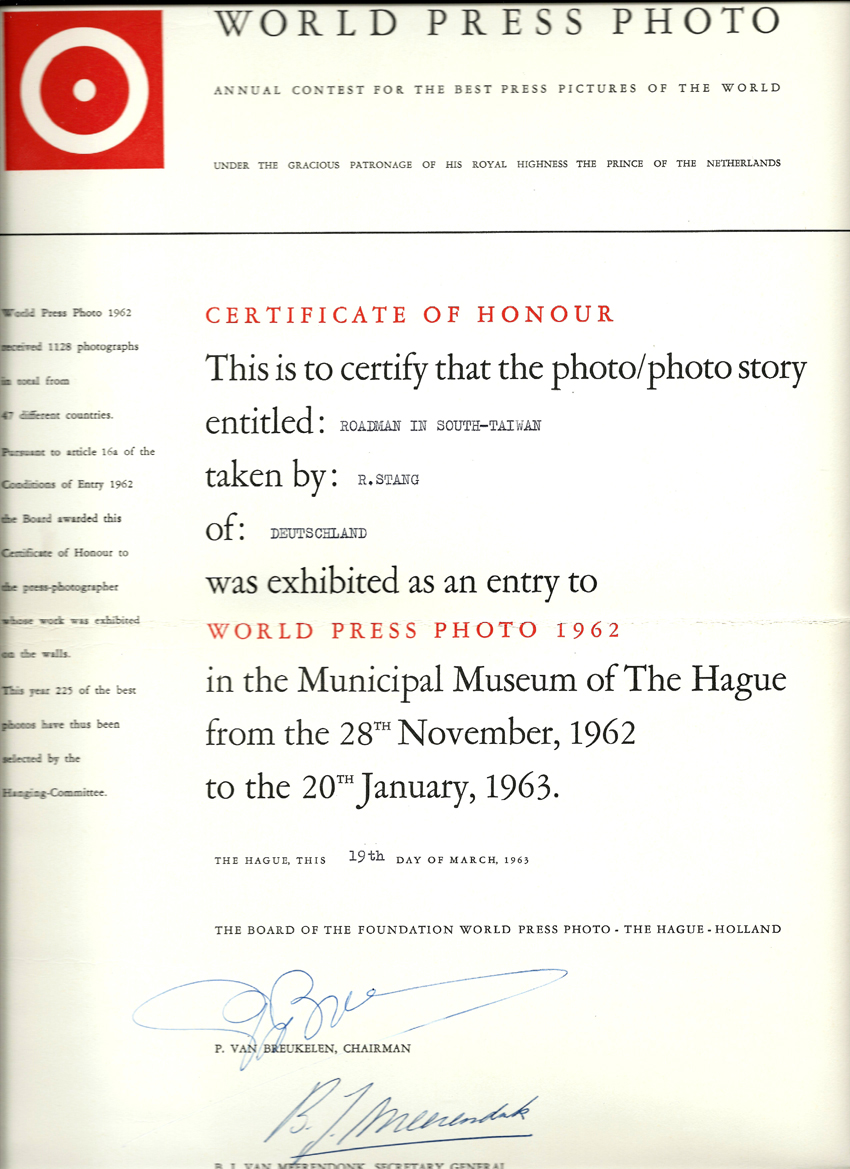
Ehrenurkunde World Press Photo 1962

- Rolf Stang und seine einzigartige Foto-Sammlung „Chronology of Pop“.[3]
- Rolf Stang: Franz-Josef-Land – Die vergessenen Inseln im Eis.[4]

## Auszeichnungen
- Ehrenpreis bei World Press Photo '62. Ausgestellt wurden 3 Foto-Motive „Flüchtlingskinder in Macao“, „Straßenarbeiter in Süd-Taiwan“, „Kinder im Flüchtlingslager Hong Kong“
- Sein Foto Roadman in South-Taiwan war Titelfoto der Ausstellung im Municipal Museum of The Hague/Niederlande vom 28. November 1962 – 20. Januar 1963.[5]

## Weblinks

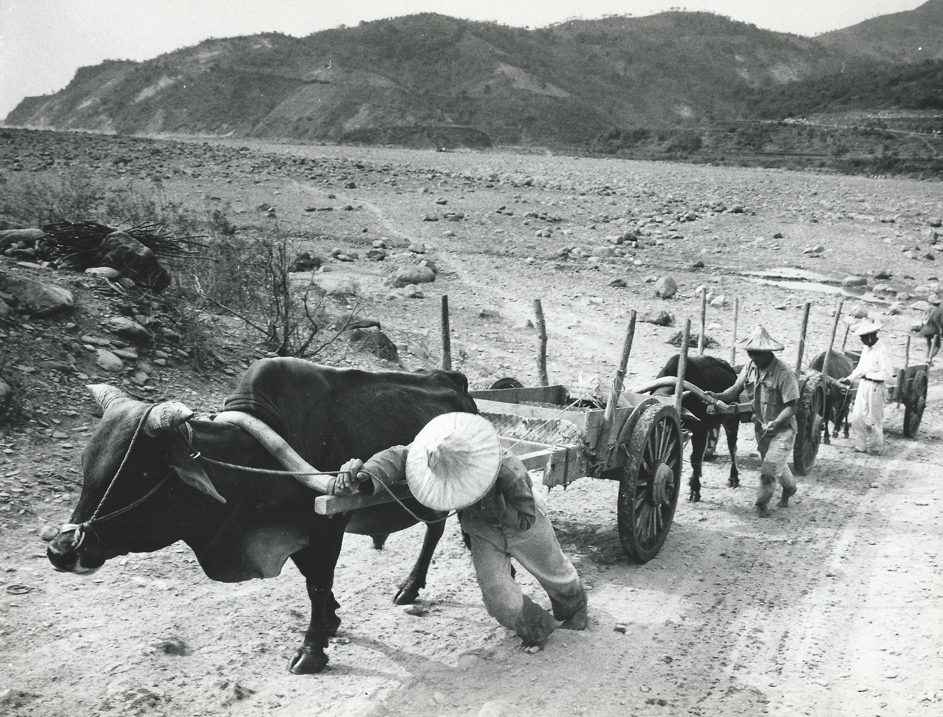
Titelfoto zur WPP '62

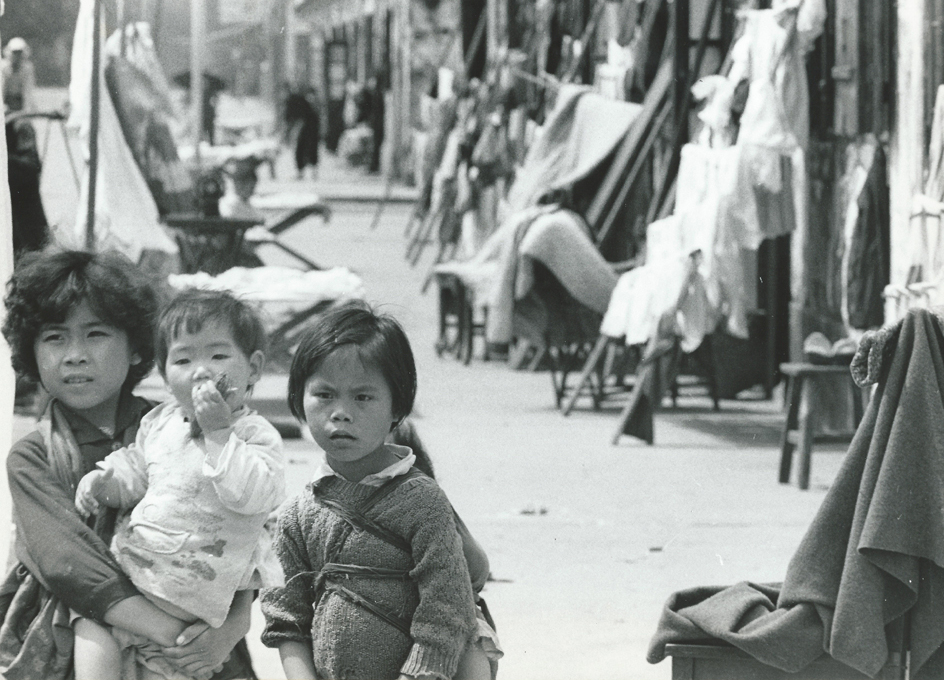
Ausstellungsfoto WPP '62